# Непалгандж (аэропорт)
Аэропорт Непалгандж (непальск. राँझा विमानस्थल), (ИАТА: KEP, ИКАО: VNNG) — непальский аэропорт, обслуживающий коммерческие авиаперевозки города Непалгандж (район Банке, зона Бхери).

## Общие сведения
Аэропорт Непалгандж был открыт в 1961 году. В современном периоде аэропорт занимает второе место после столичного международного аэропорта Трибхуван по числу внутренних регулярных маршрутов, второе место в стране после Трибхувана по занимаемой площади и также второе место среди всех аэропортов Непала по числу взлётов и посадок воздушных судов и количеству ежегодно обслуживаемых пассажиров.
Аэропорт расположен на высоте 165 метров над уровнем моря и эксплуатирует одну взлётно-посадочную полосу 08/26 размерами 1553х30 метров с асфальтовым покрытием.